# Новоселівка (Березівський район)
Новосе́лівка (до 01.02.1945 с. Найфельд, з 1945 с. Нове) — село Раухівської селищної громади у Березівському районі Одеської області в Україні. Населення становить 1257 осіб. Відстань до райцентру становить 10.5 км і проходить автошляхом Т 1615.

## Географія
У селі бере початок Балка Стара Донська.

## Населення
Згідно з переписом 1989 року населення села становило 1446 осіб, з яких 635 чоловіків та 811 жінок.
За переписом населення 2001 року в селі мешкало 1255 осіб.

### Мова
Розподіл населення за рідною мовою за даними перепису 2001 року:
| Мова       | Чисельність | Відсоток |
| ---------- | ----------- | -------- |
| українська | 1058        | 84,17%   |
| російська  | 148         | 11,77%   |
| вірменська | 20          | 1,59%    |
| румунська  | 15          | 1,19%    |
| болгарська | 6           | 0,48%    |
| білоруська | 4           | 0,32%    |
| польська   | 1           | 0,08%    |
| інші       | 5           | 0,40%    |
| Усього     | 1257        | 100%     |